# Poprad (Fluss)
Der Poprad (deutsch auch die Popper, ungarisch Poprád) ist ein Fluss in der Slowakei und Polen, der in der Hohen Tatra entspringt, durch die Stadt Poprad fließt und dann oberhalb von Stary Sącz in Polen in den Fluss Dunajec mündet. Von der Gesamtlänge von 174 km sind 113 km in der Slowakei, 31,1 km bilden die Grenze zwischen der Slowakei und Polen und 30,9 km liegen in Polen. Einzugsgebiet des Poprads ist die Oberzips. 

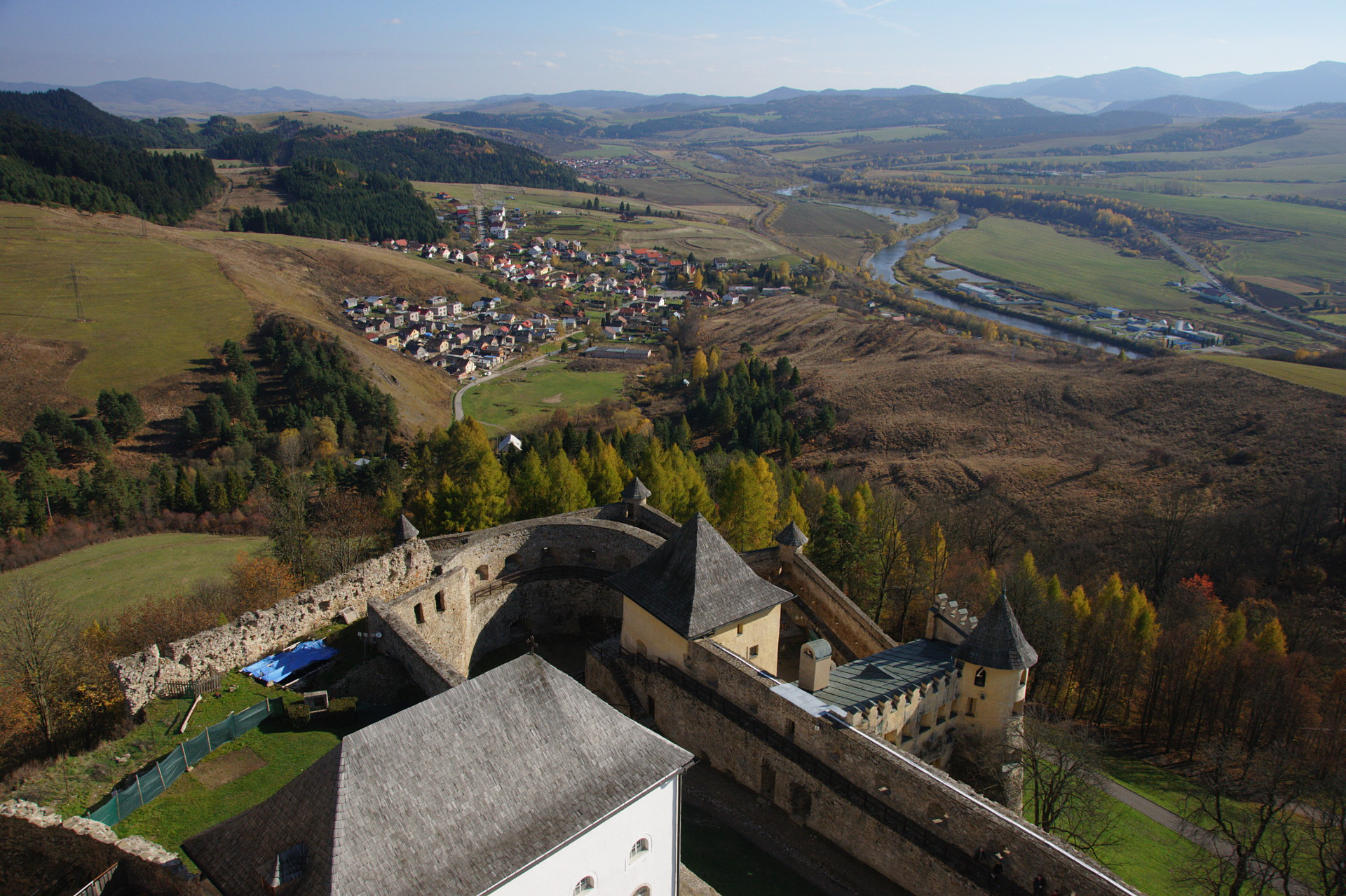
In Stará Ľubovňa

Es ist der einzige große Fluss der Slowakei, der zur Ostsee fließt, so dass die Europäische Wasserscheide in diesem Gebiet den Hauptkamm der Karpaten verlässt und quer durch die Zips läuft. 
Der Fluss entsteht durch Zusammenfluss der Bäche Hincov potok (deutsch Hinzenbach) und Krupá im Tal Mengusovská dolina (deutsch Mengsdorfer Tal). Die (als Hauptquelle des Poprads angesehene) Quelle des Hincov potok ist der Gletschersee Veľké Hincovo pleso (deutsch Großer Hinzensee), der sich in der Hohen Tatra 1965 Meter über dem Meeresspiegel befindet. Die Quelle der Krupá hingegen ist der Gletschersee Popradské pleso (deutsch Poppersee).